# Тутковский, Павел Аполлонович
Па́вел Аполло́нович Тутко́вский (17 февраля [1 марта] 1858, Липовец, Киевская губерния — 3 июня 1930, Киев) — учёный-геолог и географ. Академик Национальной академии наук Беларуси (1928), академик Украинской академии наук (1918), доктор геолого-минералогических наук (1911), профессор (1914); один из авторов «Энциклопедического словаря Брокгауза и Ефрона»

## Биография
Родился 17 февраля (1 марта) 1858 года в городе Липовец, Киевская губерния. Родители: Аполлон Лукич Тутковский и Юлия Липпомани. Один из дедов его служил писарем у Запорожцев и прозывался Корчак-Тутко. При роспуске Сечи Екатериной II было даровано дворянство и фамилия преобразована в «Тутковский». По линии матери французские и итальянские корни: аристократический род Lippomano.
В 1877 году с серебряною медалью окончил Волынскую губернскую гимназию, а в 1882 году — естественное отделение физико-математического факультета Киевского университета.
В 1884—1902 годах производил геологические исследования по поручению Киевского общества естествоиспытателей в Киевской, Волынской , Подольской, Екатеринославской, Минской, Гродненской, Херсонской и Таврической губерниях.
В 1877 году, на первом курсе Университета женился на Елене Дмитриевне Багалей (урождённой Рахили Загорской), с которой прожил в браке пятнадцать лет. В этом браке было рождено пятеро детей: Вадим, Ольга (в замужестве — Ольга Сно, писатель и поэтесса, одна из прототипов героини поэмы С. Есенина «Анна Снегина»), Зинаида, Юлия, Павел. В 1897 году, после пяти лет вдовства женился на Марии Ефимовне, с которой и похоронен на Лукьяновском кладбище г. Киева. Во втором браке родилось ещё трое детей: Александр, Сергей, ?.
В 1878 году, после первого курса университета, Павел был на год исключён из ВУЗа за участие в студенческих волнениях.
После окончания университета Павел занял должность консерватора минералогического и геологического музея, упорно продолжая заниматься наукой.
В 1889 г. награждён золотой медалью (им. профессора Рахманинова) за работы в области минералогии и геологии.
В 1895 году Павлом Тутковским был разработан проект водоснабжения Киева, где была предусмотрена глубина залегания подъюрского водного горизонта. Впоследствии благодаря его расчётам Киев, Минск, Гомель и некоторые другие города получили артезианскую воду хорошего качества, что в результате способствовало прекращению эпидемий холеры и брюшного тифа.
С 1896 г. совмещал свою научную деятельность с преподаванием естественных наук в частном училище первого разряда (под руководством А.А. Бейтель), преобразованном в министерскую женскую гимназию (одна из лучших Киевских гимназий: Большая Владимирская 47). Там же учились его дочери: Ольга, Зинаида, Юлия.
Так же Павел Аполлонович преподавал в военно-фельдшерской школе, в Институте благородных девиц и в Киевском кадетском корпусе, который предоставлял ему на своей территории бесплатную квартиру.
Кроме русского и украинского языков Павел Аполлонович свободно владел английским, немецким, французским и итальянским, прекрасно играл на рояле (его родным братом был известный композитор и педагог Николай Тутковский).
1904 г. — Вступает в должность инспектора народных училищ Луцкого уезда. Семья пять лет живёт в Луцке на улице Кривой Вал 37.
1909 г. — Становится директором народных училищ Волынской губернии (с семьёй переехали в Житомир, где прожили 9 лет).
Основатель Волынского музея в Житомире.
Сотрудник Геологического комитета.
Действительный член Петербургского минералогического общества (1886 г.).
Член Бельгийского общества геологии и палеонтологии в Брюсселе (1888 г.).
Почётный член общества любителей естествознания, антропологии и этнографии при Московском университете (1889 г.).
Почётный член Киевского общества естествоиспытателей (1893 г.).
Член правления Киевского общества содействия начальному образованию (1898 г.).
С 1900 года, будучи членом-сотрудником геологического комитета, произвёл геологические исследования вдоль строившейся Киево-Ковельской железной дороги и детальное систематическое геологическое исследование площади 16-го листа общей 10-верстной карты Европейской России.
Вице-президент Общества исследователей Волыни (1909 г.)
Действительный член Российского географического общества в Петербурге (1910 г.).
Защита диссертации в 1911 году в Московском университете: первый доктор географии в Украине; доктор минералогии и геогнозии. (Докторскую степень Павел Аполлонович получил уже будучи состоявшимся учёным с мировым именем).
Профессор Киевского университета (1914 г.). (При Скоропадском был его ректором).
Организатор и один из первых двенадцати действительных членов Всеукраинской Академии наук. Возглавлял физико-математическое отделение АН Украины. Основатель и руководитель научно-исследовательского Института геологии (1918 г.). (14 ноября 1918 года Гетман всей Украины Павло Скоропадский подписал приказ «Про призначення дійсних членів УАН»). Первым Президентом Академии назначен Владимир Вернадский, но уже в следующем году он переезжает в Крым, а в 1921 в Москву, затем в Мурманск. Фактическое руководство Академией в это время осуществляется Главой правления УАН Павлом Тутковским и неизменным Секретарём Агатангелом Крымским, хотя от официальной, трижды предлагаемой ему должности Президента Академии Павел Аполлонович каждый раз отказывался, желая больше времени отдавать науке, нежели администрированию.
Активное участие в организации библиотеки АН Украины. (ныне Центральная Национальная Библиотека им. Вернадского).
Под общей научной редакцией Павла Тутковского издана «Шкільна мапа України» (1918 г.).
С 1918 года председатель естественной секции Украинского научного общества в Киеве.
В 1919 году возглавил физико-математическое отделение Всеукраинской академии наук, в 1924 году — Научно-исследовательскую кафедру геологии Всеукраинской академии наук, вошедшую в 1926 году в Институт геологии Всеукраинской академии наук, которым руководил до конца жизни.
3 октября 1926 года Павел Аполлонович организовал празднование 60-летнего юбилея Михаила Грушевского (горячо поддержанное молодёжью и студенчеством), за что получил неодобрение некоторых коллег.
Павел Аполлонович возглавлял Киевский областной природоохранный комитет, сельскохозяйственный комитет Украины, немало сделавший для природоохраны, в частности для заповедников Аскании-Нова, Каневского и Конча-Заспа, активно выступал против вырубки Голосеевского леса.
Почётный член Научного общества им. Т. Г. Шевченко во Львове; Действительный член Белорусской Академии наук (1928).
Автор «Словника геологічної термінології» и «Матеріалів до української природничої термінології і номенклатури».
Автор порядка тысячи работ по географии, геологии, минералогии, палеонтологии, гидрологии, стратиграфии, экономике, сельском хозяйстве Украины и пр.
В Овручском уезде нашёл месторождение яшмы и гранатов. Первооткрыватель залежей янтаря в Припятском янтароносном бассейне. Универсальный учёный, работавший практически во всех областях науки о Земле. Владимир Вернадский называл Павла Тутковского лучшим знатоком неорганической природы Украины.
В марте 1929 года по инициативе М. С. Грушевского был отмечен 70-летний юбилей Павла Аполлоновича Тутковского: торжественное заседание отображено в короткометражном фильме.
Много ископаемых организмов разных групп фауны имеют видовые названия в честь академика Тутковского. Его именем названа киевская улица в районе Караваевых дач и проезд в Житомире.
Его имя взяла себе организация «Международный хаб природных ресурсов TUTKOVSKY» (1991—1999 гг. Акционерное общество Надра; 1999—2014 гг. Группа компаний Надра — Nadra group; с 2015 г. — Международный хаб природных ресурсов TUTKOVSKY. Располагается по адресу: г. Киев, ул. Дубровицкая 28).[значимость факта?]
В 2007 году Национальной Академией наук Украины была основана Премия НАН Украины имени П. А. Тутковского, которая вручается Отделением наук о Земле НАН Украины за выдающиеся научные работы в области геологии, географии, океанологии, геоэкологии, климатологии и метеорологии.
В последние месяцы жизни личностью академика заинтересовалось ОГПУ квалифицируя его, как буржуазного националиста. Академик заболел, начал терять зрение и скончался 3 июня 1930 года. Похоронен на Лукьяновском кладбище (участок № 15, ряд 1, место 14).